# Peter Wichtel
Heinz Peter Wichtel (né le 5 janvier 1949 à Büdingen) est un homme politique allemand (CDU) et syndicaliste. 
De 2009 à 2017, Wichtel est député au Bundestag allemand. Durant la 18e législature, il est membre titulaire de la commission des transports et des infrastructures numériques et membre suppléant de la commission des sports. Wichtel est membre de ver.di (anciennement ÖTV) depuis 1974. 

## Carrière professionnelle
Wichtel étudie dans des écoles élémentaires à Büdingen et Offenbach am Main. Après une formation de vendeur au détail, il est, de 1966 à 1970, vendeur en gros et au détail. En 1971, il débute dans le service personnel et social de Fraport. En 1975, il devient membre du comité d'entreprise et de 2002 à 2010 son président. De 2004 à 2012, il est également membre du conseil de surveillance et président du comité du personnel. Son travail dans l'entreprise prend fin en novembre 2012. 
En 2008, Wichtel reçoit le prix de l'économie de marché sociale de la fondation Konrad Adenauer, qui récompense des personnalités qui se sont distinguées dans l'esprit de l'économie sociale de marché. Dans sa délibération, le jury indique clairement que Wichtel a joué un rôle-clé dans l'élaboration des conditions de travail chez Fraport dans l'intérêt des employés, tout en gardant toujours un œil sur le bien-être de l'entreprise et sur le site de Francfort. Il représente une image syndicale qui aide à surmonter les contradictions apparentes entre les intérêts des salariés et ceux des capitaux. 

## Carrière politique
Wichtel est membre de l'association des travailleurs chrétiens-démocrates (CDA) depuis 1972 et de 1991 à 2010 est vice-président de l'association d'État de Hesse. De 1976 à 2006, il est président du groupe d'exploitation CDA à l'aéroport de Francfort. Peter Wichtel est membre et évaluateur du conseil d'administration du groupe des employés du Bundestag allemand depuis 2009. 
Wichtel est membre de la CDU depuis 1977. De 1981 à 2010, il est conseiller municipal à Obertshausen, en 2001, il est élu président du conseil municipal. De 1993 à 2001, il est président de la CDU Obertshausen et en est le président d'honneur depuis 2010. Il est également membre du conseil d'administration de la CDU Hesse depuis 2000. Entre 1989 et 2001, il est également conseiller municipal honoraire. 

## Député
Aux élections fédérales de 2009, il s'est présenté dans la circonscription d'Offenbach et remporte le mandat direct avec 40,2% des premiers votes. Aux élections du 18e Bundestag allemand en 2013, il remporte de nouveau le mandat direct dans la circonscription d'Offenbach et porte son résultat à 45,5% des premiers votes. Depuis lors, Wichtel est membre de la commission des transports et des infrastructures numériques et membre adjoint de la commission des sports  du groupe parlementaire CDU / CSU. Aux élections fédérales de 2017, il ne se représente pour un mandat. 

## Vie privée
Wichtel vit à Obertshausen et est marié depuis 1970. Il a une fille et deux petits-enfants. 